# Indywidualne Mistrzostwa Rosji na Żużlu 2008
Indywidualne Mistrzostwa Rosji na Żużlu 2008 – zawody żużlowe, mające na celu wyłonienie medalistów indywidualnych mistrzostw Rosji w sezonie 2008. W finale zwyciężył broniący tytułu Denis Gizatullin.

## Finał
- Oktiabrskij, 16 sierpnia 2008

| Msc. | Zawodnik            | Klub                  | Pkt   |               |  |
| ---- | ------------------- | --------------------- | ----- | ------------- |  |
| 1    | Denis Gizatullin    | SK Turbina Bałakowo   | 13    | (3,3,1,3,3)   |  |
| 2    | Emil Sajfutdinow    | Mega Łada Togliatti   | 12 +3 | (3,2,3,2,2)   |  |
| 3    | Grigorij Łaguta     | Wostok Władywostokk   | 12 +2 | (3,3,d,3,3)   |  |
| 4    | Renat Gafurow       | Saławat Saławat       | 11    | (2,1,2,3,3)   |  |
| 5    | Denis Sajfutdinow   | Mega Łada Togliatti   | 10    | (1,3,2,2,2)   |  |
| 6    | Roman Poważny       | SK Turbina Bałakowo   | 8     | (2,3,0,1,2)   |  |
| 7    | Daniił Iwanow       | Mega Łada Togliatti   | 7     | (0,2,3,1,1)   |  |
| 8    | Siergiej Darkin     | Saławat Saławat       | 7     | (3,2,0,1,1)   |  |
| 9    | Siergiej Kuzin      | SK Turbina Bałakowo   | 6     | (0,0,3,3,u)   |  |
| 10   | Artiom Wodiakow     | SK Turbina Bałakowo   | 6     | (0,2,1,w,3)   |  |
| 11   | Ilja Bondarenko     | Mega Łada Togliatti   | 6     | (1,1,0,2,2)   |  |
| 12   | Marat Gatiatow      | SK Turbina Bałakowo   | 5     | (1,1,3,0,w)   |  |
| 13   | Aleksiej Guzajew    | STMK Turbina Bałakowo | 5     | (2,1,2,u,u/–) |  |
| 14   | Aleksiej Charczenko | Wostok Władywostok    | 5     | (1,0,1,2,1)   |  |
| 15   | Wiktor Gołubowski   | Saławat Saławat       | 4     | (2,0,1,1,0)   |  |
| 16   | Roman Iwanow        | Mega Łada Togliatti   | 2     | (2)           |  |
| 17   | Roman Kantiukow     | Saławat Saławat       | 1     | (1)           |  |
| 18   | Jewgienij Gomozow   | Mega Łada Togliatti   | 0     | (0,0,w,0,0)   |  |

Bieg bo biegu:
1. Gizatullin, Gołubowski, Gatiatow, Wodiakow
2. Darkin, Gafurow, D.Sajfutdinow, Gomozow
3. E.Sajfutdinow, Guzajew, Charczenko, Kuzin
4. Łaguta, Poważny, Bondarenko, D.Iwanow
5. Gizatullin, Darkin, Bondarenko, Charczenko
6. Poważny, E.Sajfutdinow, Gafurow, Gołubowski
7. D.Sajfutdinow, D.Iwanow, Gatiatow, Kuzin
8. Łaguta, Wodiakow, Guazjew, Gomozow
9. Kuzin, Gafurow, Gizatullin, Łaguta (d/start)
10. D.Iwanow, Guzajew, Gołubowski, Darkin
11. Gatiatow, R.Iwanow, Charczenko, Poważny (Gomozow - w/2min)
12. E.Sajfutdinow, D.Sajfutdinow, Wodiakow, Bondarenko
13. Gizatullin, D.Sajfutdinow, Poważny, Guzajew (u)
14. Kuzin, Bondarenko, Gołubowski, Gomozow
15. Łaguta, E.Sajfutdinow, Darkin, Gatiatow
16. Gafurow, Charczenko, D.Iwanow, Wodiakow (u/w)
17. Gizatullin, E.Sajfutdinow, D.Iwanow, Gomozow
18. Łaguta, D.Sajfutdinow, Charczenko, Gołubowski
19. Gafurow, Bondarenko, Kantiukow (Guzajew (u/ns), Gatiatow (u/w)
20. Wodiakow, Poważny, Darkin, Kuzin (u)
21. Bieg o srebrny medal: E.Sajfutdinow, Łaguta